# Vickers E.F.B.1
Vickers E.F.B.1 Destroyer – Kẻ hủy diệt một trong những mẫu thử máy bay quân sự sớm của Anh.

## Tính năng kỹ chiến thuật
Dữ liệu lấy từ Mason 1992 p.16
Đặc tính tổng quát
- Kíp lái: 2
- Chiều dài: 27 ft 6 in (8,38 m)
- Sải cánh trên: 40 ft (12 m)
- Sải cánh dưới: 30 ft (9,1 m)
- Trọng lượng rỗng: 1.760 lb (798 kg)
- Trọng lượng có tải: 2.660 lb (1.207 kg)
- Động cơ: 1 × Wolseley Type B kiểu động cơ piston V-8, làm mát bằng không khí, 80 hp (60 kW)   with làm mát bằng nước valves
- Cánh quạt: 4-lá Vickers-Levasseur

Hiệu suất bay
- Vận tốc cực đại: 70 mph (113 km/h; 61 kn) trên mực nước biển
- Thời gian bay: 4½ h
- Vận tốc lên cao: 450 ft/min (2,3 m/s)

Vũ khí trang bị

- Súng: 1 súng máy Vickers-Maxim 0.303 in (7,7 mm)

## Máy bay có tính năng tương đương
- Royal Aircraft Factory F.E.3
- Grahame-White Type VI